# Ernesto Felli
Ernesto Felli detto Chiccone (Siena, 22 settembre 1875 – Casorate Sempione, 13 febbraio 1937) è stato un fantino italiano.
Disputò il Palio di Siena in dieci occasioni, vincendo una volta: il 16 agosto 1901 per la Selva. In realtà disputò undici carriere, se si considera anche un Palio "alla romana" non assegnato per incidenti alla corsa finale, il 18 agosto 1901. La vittoria riportata fu un vero trionfo per la famiglia Felli: Chiccone vinse infatti quando il fratello Nazzareno era il Capitano della contrada.
Il soprannome Chiccone lascia intendere che fosse piuttosto alto e robusto: infatti, se paragoniamo la sua altezza (167 cm) con quella degli uomini della fine Ottocento, si nota che era alto più della media.

## Presenze al Palio di Siena
Le vittorie sono evidenziate ed indicate in neretto.
| Palio             | Contrada     | Cavallo               | Note   |
| ----------------- | ------------ | --------------------- | ------ |
| 2 luglio 1900     | Chiocciola   | Morello di A. Berni   |        |
| 9 settembre 1900  | Torre        | Sultana               |        |
| 2 luglio 1901     | Aquila       | Roano di E. Tanzini   | scosso |
| 16 agosto 1901    | Selva        | Sultana               |        |
| 2 luglio 1902     | Bruco        | Baio di A. Cambrini   |        |
| 16 agosto 1902    | Bruco        | Baio di A. Cambrini   |        |
| 28 settembre 1902 | Chiocciola   | Baio di P. Carmignani |        |
| 2 luglio 1907     | Valdimontone | Morello G. Felici     |        |
| 16 agosto 1908    | Chiocciola   | Grigio di O. Fiaschi  |        |
| 17 agosto 1919    | Torre        | Baio di P. Becciolini |        |